# Cedicus
Cedicus is een geslacht van spinnen uit de familie Desidae.

## Soorten
De volgende soorten zijn bij het geslacht ingedeeld:
- Cedicus bucculentus Simon, 1889
- Cedicus dubius Strand, 1907
- Cedicus flavipes Simon, 1875
- Cedicus israeliensis Levy, 1996
- Cedicus pumilus Thorell, 1895